# Cheiropachus arizonensis
Cheiropachus arizonensis är en stekelart som först beskrevs av William Harris Ashmead 1904.  Cheiropachus arizonensis ingår i släktet Cheiropachus och familjen puppglanssteklar. Inga underarter finns listade i Catalogue of Life.